# 미호노세키정
미호노세키정(美保関町)은 시마네현 동부에 있던 정이며  야쓰카군에 속했다. 2005년 3월 31일에 마쓰에시, 가시마정, 시마네정, 야쿠모촌, 다마유정, 신지정, 야쓰카정과 합병해 마쓰에시가 되었기 때문에  
행정 지역으로서는 소멸했지만 합병 후에도 시마네현 마쓰에시 미호세키정으로 지명은 남겨져 현재는 단순히 미호노세키로 알려졌다.

## 지리
현저한 리아스식 해안인 시마네 반도의 중앙에서 동쪽 끝에 걸친 지역.어업과 관광 마을로 알려져 낚시 명소이기도 하다.

## 역사
예로부터 해상 교통의 요지, 바람을 기다리는 항구로서 번창하였고, 무로마치 시대에는 장군의 직할령이 되었다. 에도 시대에는 북전선 교역의 요지로도 번영하여 많은 회선 도매상 등이 존재하였다 .많은 고분이 존재한다.
- 1889년 4월 1일 - 정촌제 시행과 함께 합병전의 구역인 시마네군 미호노세키촌이 성립하였다.
- 1896년 4월 1일 - 관할권이 야쓰카군으로 변경되었다.
- 1924년 1월 1일 - 정으로 승격해 미호노세키정이 되었다.
- 1955년 4월 13일 - 3개의 촌과 합병해 새로운 미호노세키정이 성립하였다.
- 2005년 3월 31일 - 마쓰에시, 가시마정, 시마네정, 야쿠모촌, 다마유정, 신지정, 야쓰카정과 합병해 새로운 마쓰에시가 성립하였다. 동일 미호노세키정은 폐지되었다.

## 교통

### 도로
- 국도 제431호선 (일본)(일본어판)
- 국도 485호선
- 시마네현도 제2호선
- 시마네현도 제37호선
- 시마네현도 제152호선
- 시마네현도 제181호선
- 시마네현도 제383호선